# Tortyrfilm
Tortyrfilm är en nedsättande term som lanserats främst i amerikansk media för att beskriva den nya vågen av splatterfilmer som kommit från Hollywood under 2000-talet.[källa behövs] Kända exempel är Saw-filmerna samt Hostel och regissörer som figurerar är bland andra Eli Roth, James Wan och Alexandre Aja. I Sverige talas även om tortyrfilm från andra länder, som italienska Morituris från 2011 och israeliska Big Bad Wolves från 2013.
I svenskan syftar tortyrfilm annars ofta på filmklipp som skildrar tortyr.